# Mike Supancic

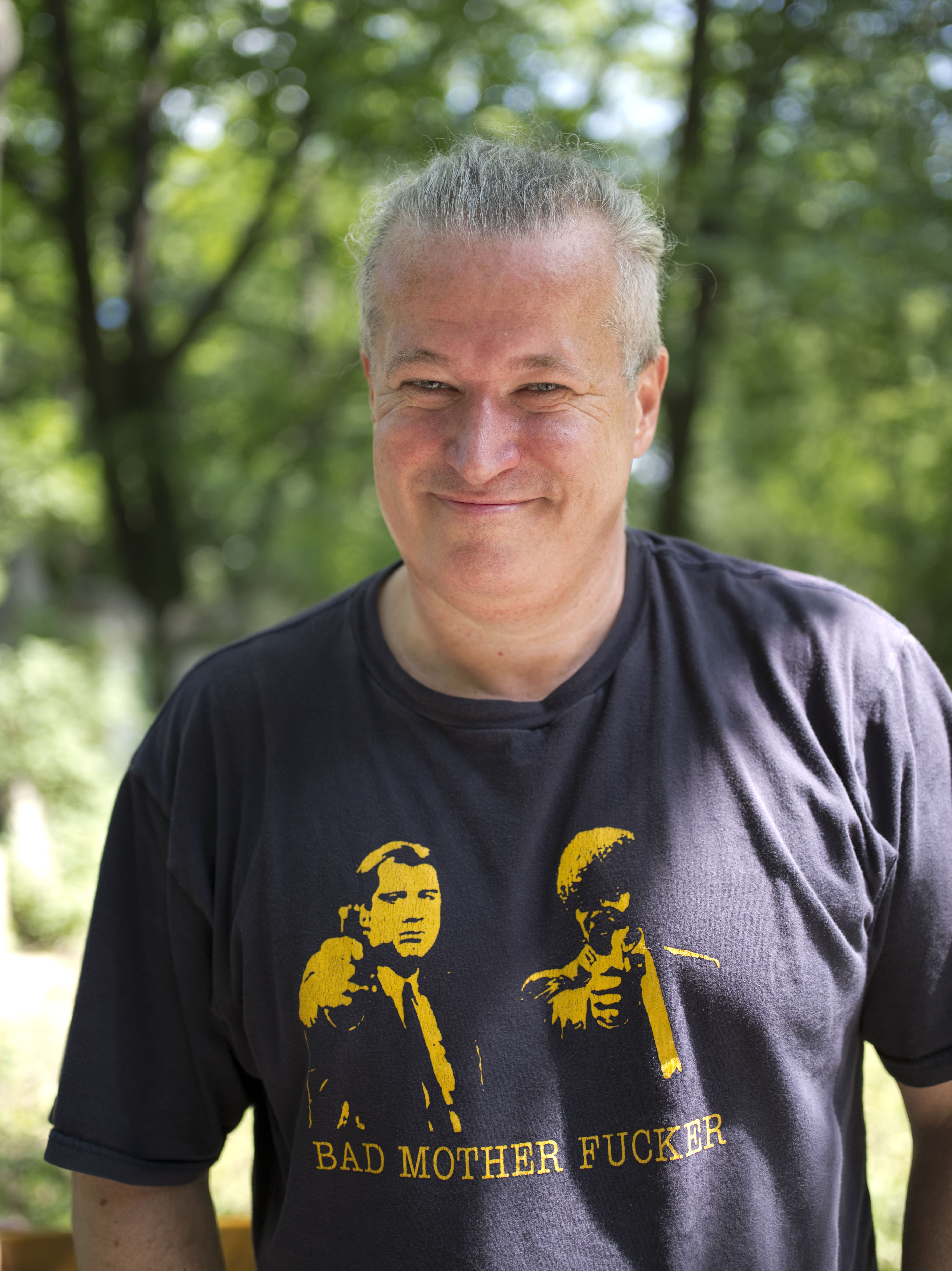
Mike Supancic (2015)

Mike Supancic (* 30. September 1967 in Bruck an der Mur) ist ein österreichischer Kabarettist.

## Werdegang
Supancic war bereits 1985, während seiner Zeit in der Handelsakademie in Bruck an der Mur, Mitglied in der Kabarettgruppe Knüppel aus dem Sack, die sich jedoch bald darauf verkleinerte und schließlich ganz  auflöste. Nach der Auflösung der Gruppe startete er seine Solokarriere. 2004 wirkte er im Film Nacktschnecken von Michael Glawogger mit. 2013 hat er einen Auftritt als Bestattungsbeamter in Renate Woltrons Melodram Wand vor der Wand.
Supancic hat die Handelsakademie ein Jahr vor Abschluss abgebrochen. Er ist verheiratet, hat einen Sohn und lebt im 15. Wiener Gemeindebezirk.

## Kabarett
- 1987: Kauderwelsch

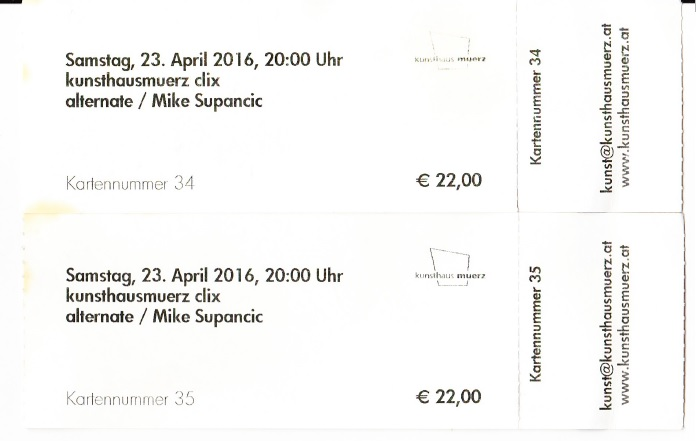
Eintrittskarten zum Kabarett Im Jenseits ist die Hölle los (2016)

- 1989: Kirchen, Sekten, starke Männer
- 1991: Das tritte Programm
- 1992: Ein Kasperl geht wieder auf Reisen
- 1995: Benefiz für mich
- 1997: Durchbruch
- 1998: Strenge Kammerspiele
- 2000: Die große Fahrt des Zirkus Supancic[1]
- 2001: Mike Supancic & die Knechte des Lasters mit Helmut Weinhandl (Gitarre), Kurt Schachner (Bass), Siegfried Willmann (Schlagzeug) und Franz Sommer (Keyboard)[2]
- 2003: Mike Supancic und das Geheimnis von Imst[3]
- 2004: Radio Supancic[4]
- 2006: Auslese (Best of) und Winnetou lebt (gemeinsam mit O. Lendl und I Stangl)[5]
- 2008: Jesus Mike Superstar[6]
- 2010: Traumschiff Supancic[7]
- 2012: Bis dass der Stromausfall uns scheidet… (Mike Supancic & Los Cravallos)[8]
- 2013: Ich bin nicht allein[9]
- 2016: Im Jenseits ist die Hölle los[10]
- 2019: Familientreffen[11]
- 2021: Grand Hotel Supancic
- 2024: Zurück aus der Zukunft

## Auszeichnungen
- 1987: Grazer Kleinkunstvogel

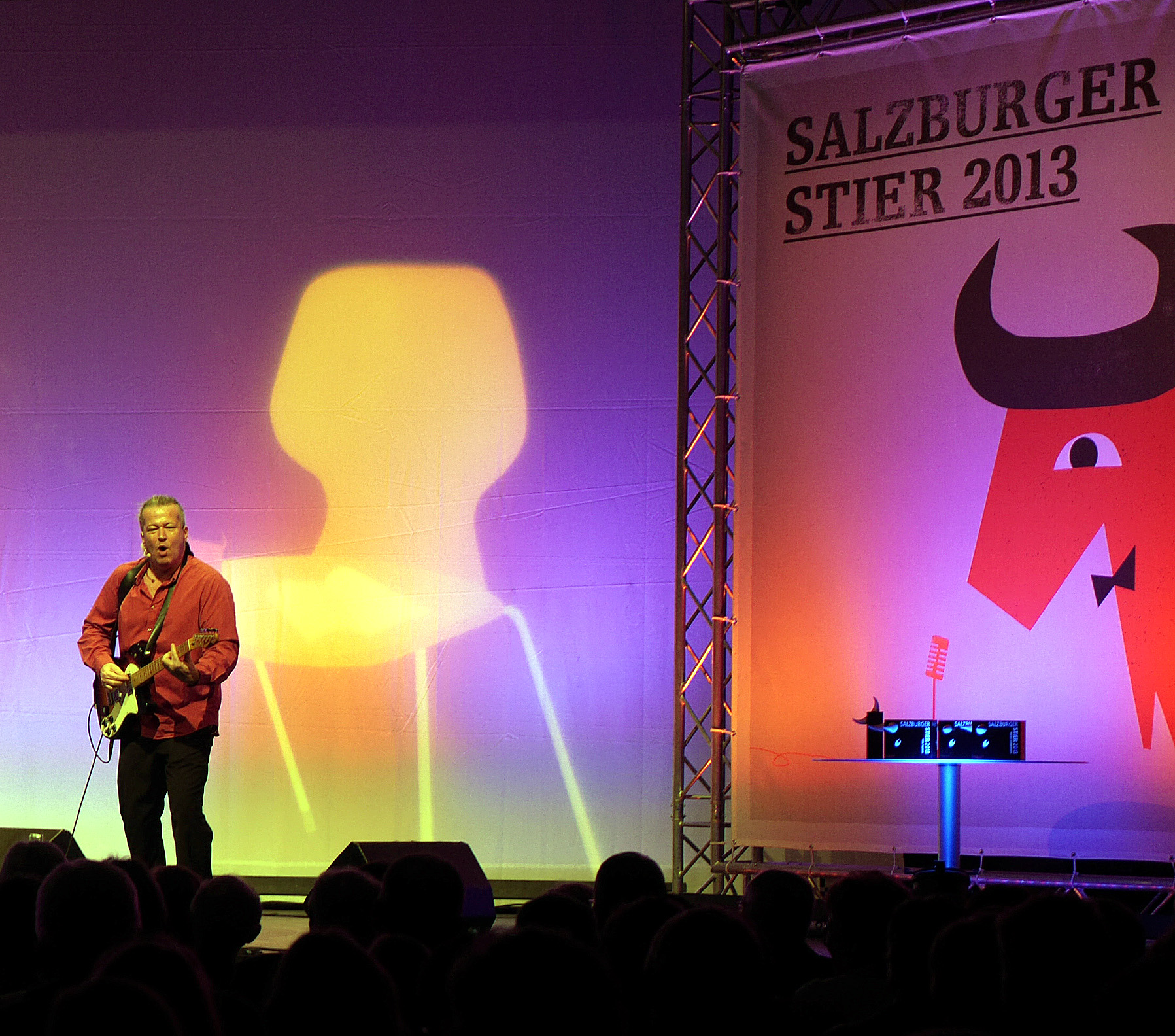
Mike Supancic beim Salzburger Stier, 2013

- 2002: Österreichischer Kabarettpreis (Förderpreis) 2002
- 2013: Salzburger Stier[12]

## Trivia
Im Frühjahr 2016 durchbrach der von Mike Supancic und seinem Ko-Autor Hannes Vogler geschriebene „Lagerhaus Reggae“ im Original auf YouTube die 2-Millionen-Klick-Marke (inklusive weiterer Versionen und Covers mehr als 2,4 Millionen Klicks, Stand September 2016) und ist damit der weitaus am häufigsten angeklickte österreichische Kabarett-Song. Er stammt aus dem Programm „Mike Supancic und die Knechte des Lasters“.